# Toyota Prius (второе поколение)
Toyota Prius (рус. Тойота Приус) второго поколения — гибридный легковой автомобиль, выпускавшийся японской фирмой Toyota с 2003 по 2009 годы (до 2011 года он и в Японии выпускался). Латинское слово prius (яп. プリウス) в названии модели трактуется как первый, изначальный. За свою экологичность и оригинальность конструкции получил множество призов и наград, в том числе признавался автомобилем года в Северной Америке и Европе.
«Мы полностью отказались от первоначальной концепции и начали с чистого листа», — заявил представитель фирмы, показывая новый автомобиль. Вместо компактного седана, модель второго поколения стала большим пятидверным хетчбэком. Усовершенствованный гибридный привод позволил значительно снизить расход топлива. Появился режим движения только на электротяге: выхлопные газы при этом не вырабатывались и двигался Prius практически бесшумно. Для японской версии была доступна функция самостоятельной (автоматической) парковки автомобиля.
9 августа 2003 года производство автомобилей началось на заводе Tsutsumi Plant в городе Тоёта, Япония. А в декабре 2005 года в китайском городе Чанчунь была организована сборка этой же модели на совместном предприятии с фирмой FAW.
К десятилетию автомобиля, которое отмечалось в декабре 2007 года, во всём мире было продано примерно 900 тысяч автомобилей, в том числе 81 тысяча — в Европе, где его продажи начались с ноября 2000 года. Производство как в Японии, так и в Китае продолжалось до 2009 года, когда в мае была представлена модель третьего поколения, а летом 2009 года было возвращено производство, которое продолжалось до декабря 2011 года в Японии и Китае.

## Кузов и оборудование
Полностью новый кузов типа хетчбэк стал больше, но короткий капот и наклонённые фары позволили сохранить стилистическое единство с моделью первого поколения. Сотни часов работы над тонкой доводкой формы автомобиля в аэродинамической трубе обеспечили требуемый баланс между стилем и обтекаемостью. Оригинальный треугольный профиль позволил модели достичь самого низкого в классе (0,26) коэффициента аэродинамического сопротивления. Существенный вклад в снижение воздушного сопротивления и подъёмной силы внесли практически плоское днище, спойлер на заднем стекле и задний бампер, похожий на диффузор гоночного автомобиля.

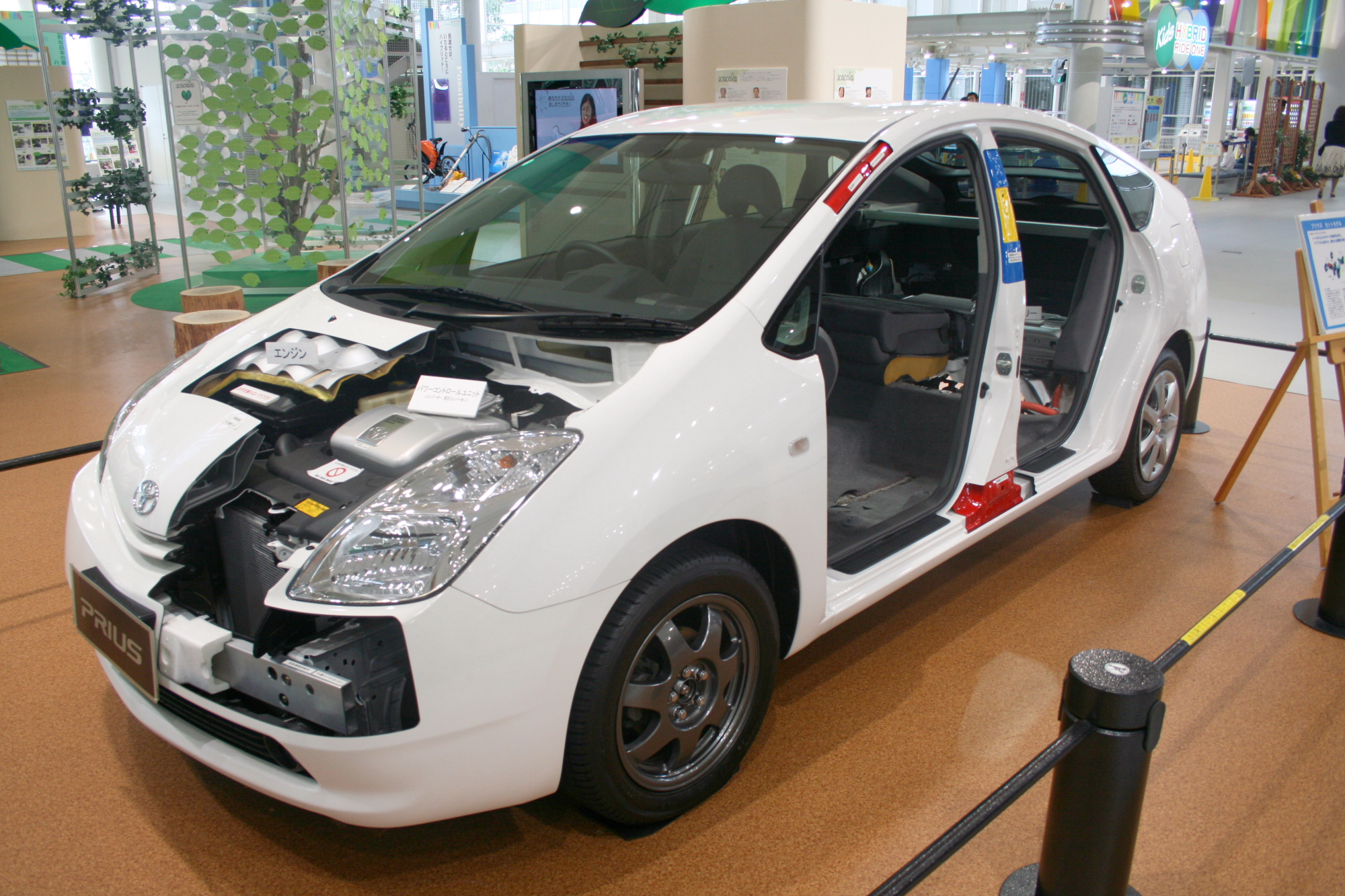
Кузов Toyota Prius в разрезе. Спереди видны болтовое крепление каркаса бампера, что облегчало его замену и многослойный алюминиевый капот. Сзади, за сиденьями размещён корпус аккумуляторной батареи.

Для снижения веса и повышения жёсткости в конструкции кузова широко применялись высокопрочные стали, а капот и крышка багажника были изготовлены из алюминия. Даже корпус аккумуляторной батареи использовался для усиления кузова в задней части.
Автомобиль мог иметь до шести подушек безопасности, причём стандартно установленные фронтальные были с двухступенчатым раскрытием. Специальный датчик положения водительского сиденья позволял точнее рассчитать время срабатывания его подушки. Модель, в целом, успешно прошла американский, европейский и австралийский независимые краш-тесты. Только Страховой институт дорожной безопасности США отметил не удовлетворительный уровень защиты пассажиров при ударе сбоку автомобиля без боковых подушек безопасности.
Для защиты от поражения электрическим током при аварии высоковольтный контур гибридной системы автоматически отключался. Свой вклад в обеспечение безопасности вносили установленные на автомобиле светодиодные (LED) стоп-сигналы, которые срабатывали в 10 раз быстрее обычных, кроме того, они потребляли немного меньше электроэнергии.
Высокая посадка водителя предоставляла ему хороший обзор и облегчала вход и выход. Этому же способствовало овальное рулевое колесо, на котором располагались дополнительные кнопки управления музыкой, вентиляцией и телефоном. Можно было, также, задействовать систему голосового управления этими функциями. Все модели стандартно оборудовались Bluetooth для связи со смартфоном и 7-дюймовым сенсорным экраном, который использовался для навигации, контроля за работой гибридной силовой установкой, а также для показа контрольных сообщений.

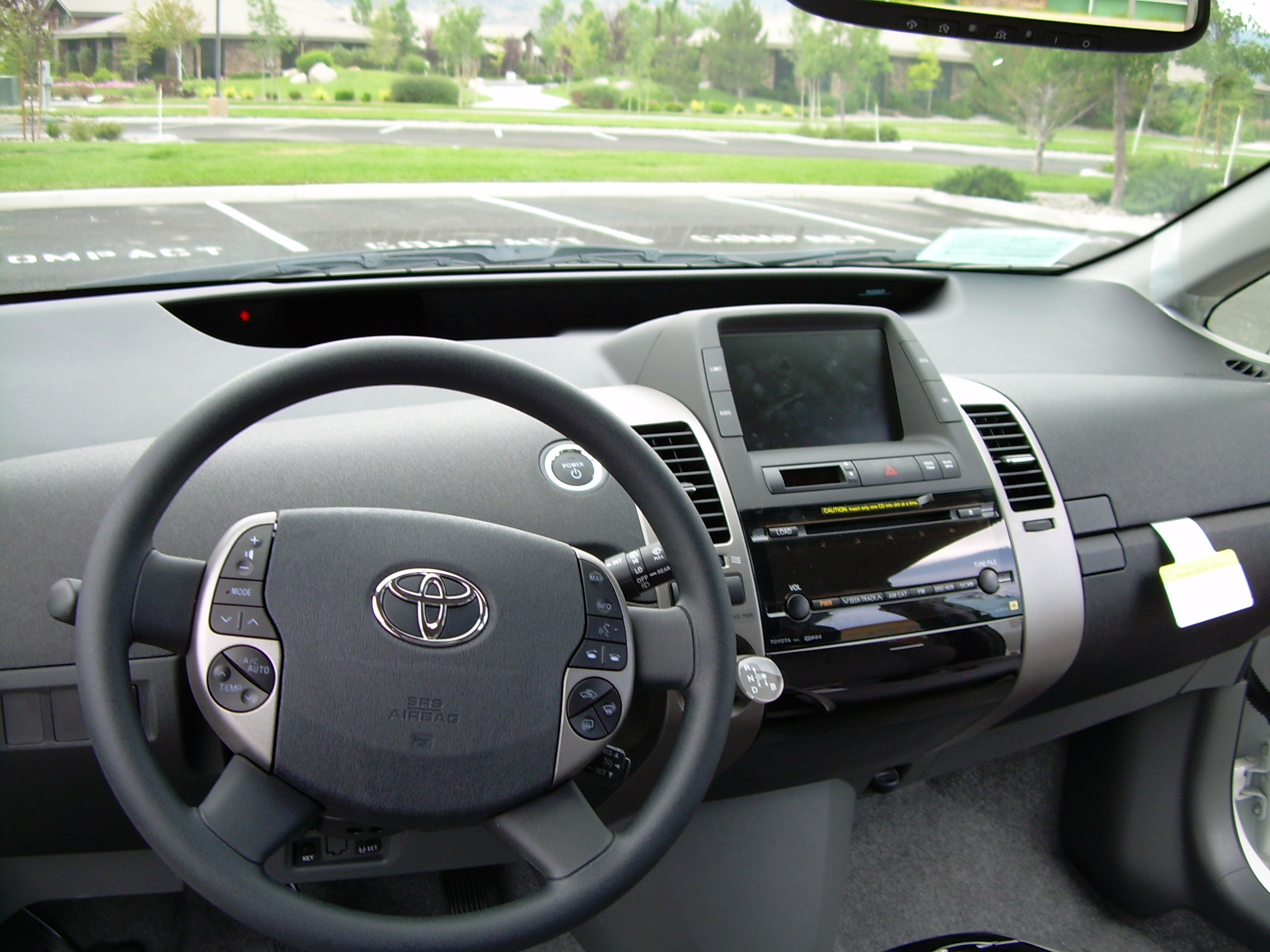
Салон Toyota Prius. Хорошо видна панель приборов под ветровым стеклом, овальный руль с кнопками, рядом с которым размещён рычажок управления трансмиссией и парковочная кнопка «P» над ним, выше — кнопка запуска «Power».

Размещённый на консоли рядом с рулевым колесом, электронный переключатель режимов работы трансмиссии был больше похож на компьютерный джойстик. На нём было удобно держать руку, а перемещения были настолько легки, что их можно было осуществлять даже кончиками пальцев. После подачи сигнала блоку управления трансмиссией, подпружиненный рычажок сам возвращался в начальное положение. Переключатель имел такие же положения (R-N-D), как рычаг переключения автоматической трансмиссии обычного автомобиля. Дополнительный режим «B» (Brake) принудительно задействовал систему рекуперации, что было подобно торможению двигателем при переключении на низшую передачу в обычном автомобиле. Парковочный режим «P» (Parking) включался отдельной кнопкой.
У автомобиля не было замка зажигания, его запуск осуществлялся с помощью нажатия кнопки «Power» на передней панели. При этом электронный ключ должен был быть вставлен в специальное гнездо (слот) рядом с рулевым колесом. Можно было заказать «умный» (smart) ключ, с помощью которого двери и багажник открывались и закрывались автоматически, а для запуска системы его надо было просто держать в кармане.
Впервые в массовом производстве, автомобиль имел кондиционер с электроприводом компрессора. Кроме того, с помощью электромотора приводился и водяной насос системы охлаждения двигателя, который, также, обслуживал отопитель.  В результате, климатическая система могла работать независимо от бензинового мотора.

### Рестайлинг
В 2005 году была проведена небольшая модернизация автомобиля, тоесть рестайлинг. На передних крыльях появилась надпись «Hybrid», на решётке радиатора, по центру — хромированная полоска, были немного изменены фары и задние фонари. В салоне использовались новые материалы в обивке, заднее сиденье стало немного шире. Рестайлинговые автомобили Toyota prius были дебютированы в начале 2005 года, поступил в продажу осенью того-же года.

## Гибридный силовой привод

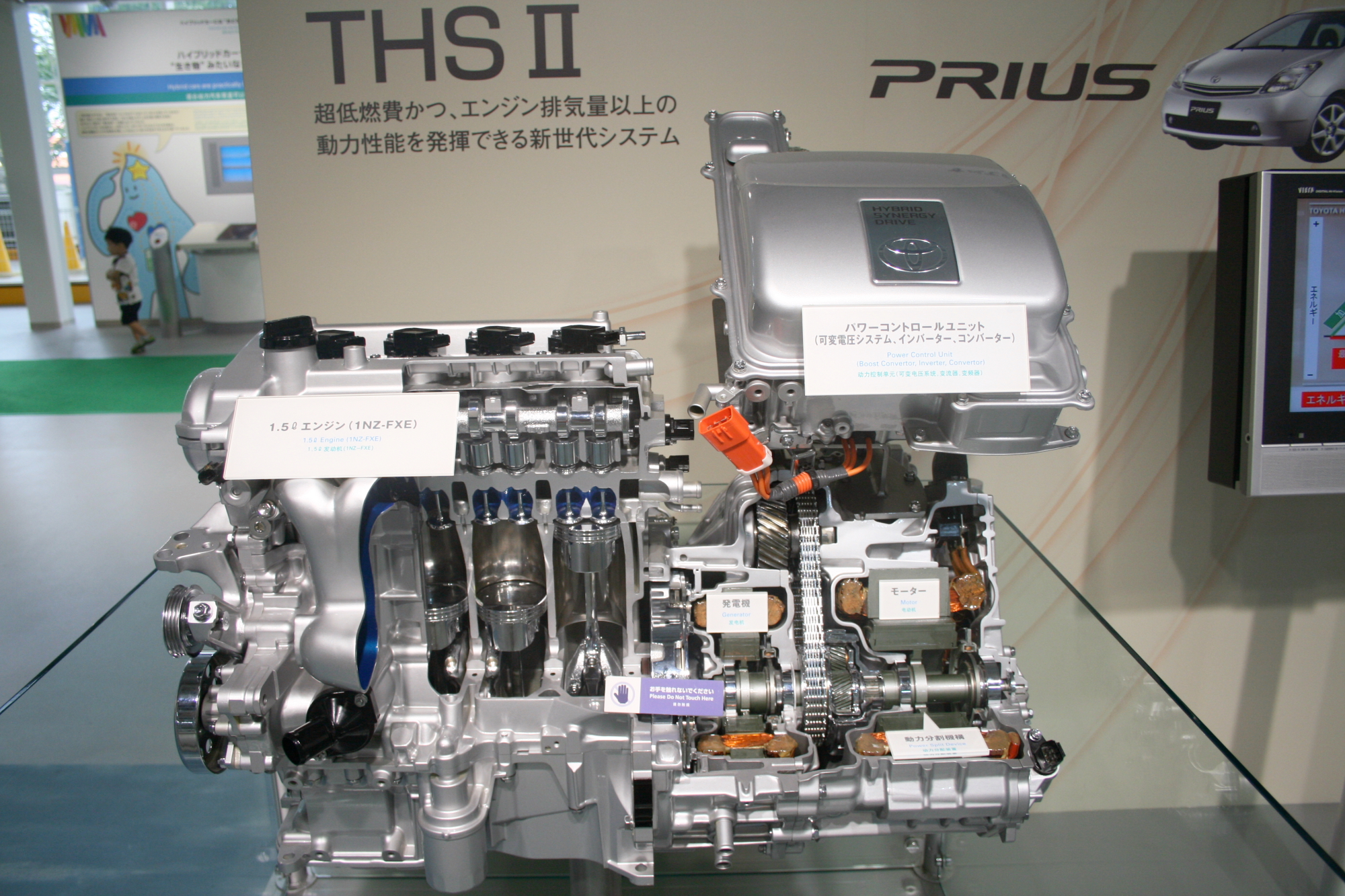
Гибридный силовой привод Toyota Prius. Рядом с двигателем расположен генератор, далее идут планетарный редуктор и электромотор. Цепь по центру передаёт вращение к колёсам. Сверху размещён инвертор.

Главным новшеством изменённой гибридной системы THS II (Toyota Hybrid System II) стало повышение вдвое напряжение питания электромотора. За счёт этого, до 50 КВт возросла его мощность, он стал чаще включаться и дольше работать, разгружая бензиновый двигатель и, в конечном итоге, экономя топливо и снижая выбросы.
Этот синхронный электродвигатель переменного тока, полностью разработанный на фирме Toyota, имел оптимизированной формы ротор со специальными магнитами. Максимальные обороты генератора были увеличены с 6 500 до 10 000 об/мин для повышения его отдачи на средних оборотах бензинового двигателя. Новый инвертор стал на 20% компактнее и, теперь, одновременно с преобразованием постоянного тока от батареи в переменный, повышал напряжение с 201,6 до 500 вольт. Он выделял много тепла, поэтому имел собственную систему жидкостного охлаждения.
Мощность четырёхцилиндрового 1,5-литрового бензинового двигателя, работающего по циклу Аткинсона, также, возросла до 77 л.с. за счёт увеличения его максимальных оборотов. Кроме того, в двигателе была изменена форма камер сгорания, использовались более лёгкие поршни и поршневые кольца с меньшим трением. Запускаться двигатель стал быстрее и более плавно, так как электронная система теперь точно контролировала положение коленвала при его остановке.
Электромотор, генератор и бензиновый двигатель соединялись друг с другом с помощью планетарного редуктора. Водило редуктора присоединялось непосредственно к двигателю, передавая вращение на наружное зубчатое колесо и внутреннюю солнечную шестерню через шестерни-сателлиты. Наружное колесо редуктора соединялось в электромотором и, одновременно, через цепную передачу передавало вращение на колёса автомобиля, когда как внутренняя солнечная шестерня с помощью отдельного вала приводила во вращение генератор. Добиваясь максимальной эффективности работы каждого двигателя, система управления автоматически выбирала режим движения или на электромоторе, или с помощью бензинового двигателя, или их обоих.
Никель-металлгидридная батарея, специально разработанная для автомобиля этого поколения, стала на 14% легче и имела на 35% большую плотность заряда, что было достигнуто за счёт использовании улучшенных материалов электродов и оптимизированной системы соединения ячеек батареи. Важным было, также то, что саморазряд батареи был уменьшен на 23%, то есть она могла дольше оставаться заряженной, когда не использовалась.
Новинкой привода был чисто электрический режим движения (EV driving mode). При нажатии водителем кнопки, автомобиль начинал двигался только за счёт электротяги, не выделяя вредных выхлопов и практически бесшумно. Этот режим мог быть включён только при полностью заряженной батарее, на скорости не более 50 км/ч и позволял проехать 1—2 километра.

## Ходовая часть

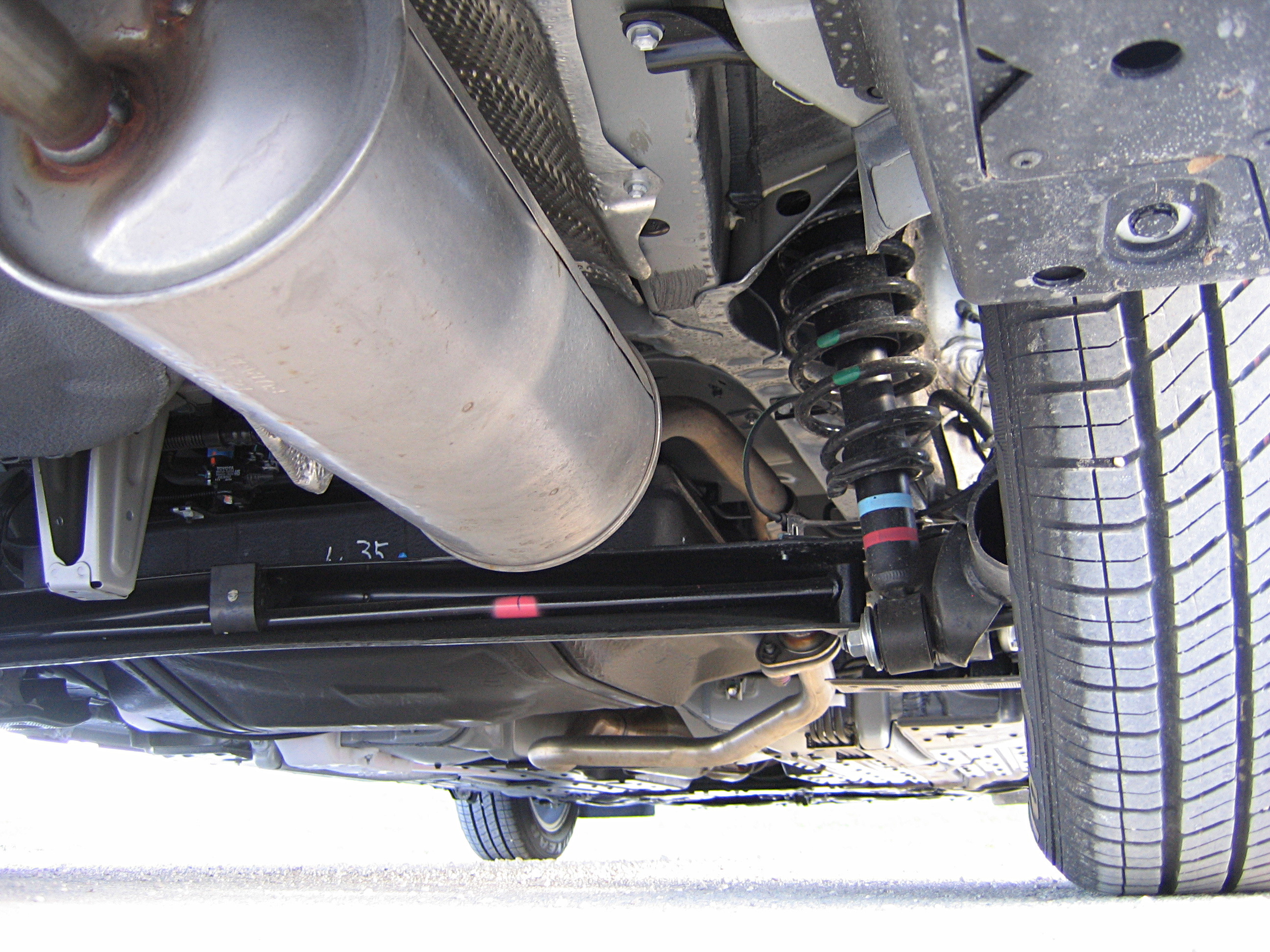
Задняя подвеска Toyota Prius. Хорошо виден стабилизатор поперечной устойчивости встроенный в балку.

Передняя независимая пружинная подвеска со стойками Макферсон, L-образными рычагами и стабилизатором была подобна той, что применялась на только что появившемся автомобиле Toyota Avensis. Для снижения веса в ней использовались алюминиевые поворотные кулаки со стальными вставками в местах крепления шаровых пальцев. Задняя полунезависимая пружинная подвеска со скручивающейся балкой и стабилизатором, размещённым внутри неё, была развитием подвески Toyota Corolla. И спереди и сзади применялись специальные подшипниковые узлы: спереди с одним, а сзади — с двумя фланцами, полностью заменявшими ступицы.
Электрический усилитель руля, установленный на рулевой колонке, работал только тогда, когда это было необходимо. Таким образом экономилась энергия, а усиление возрастало в определённом режиме, на парковке, например, и снижалось при скоростном движении по шоссе. Новая системы контроля устойчивости, названная VSC+, могла взаимодействовать с усилителем руля, помогая водителю быстрее реагировать на изменение поведения автомобиля.
В тормозной системе со всеми дисковыми тормозами, спереди применялись механизмы с алюминиевыми цилиндрами и пластмассовыми (из фенолформальдегида) поршнями. В приводе вместо усилителя тормозов использовались источник и распределитель высокого давления. Водитель, нажимая на педаль, создавал давление в главном тормозном цилиндре, которое не подавалось напрямую к тормозным механизмам колёс. Оно использовалось системой управления тормозами ECB (Electronically Controlled Brake) для расчёта требуемых тормозных сил. В результате, к колёсам от источника давления с помощью распределителя, подавалось точно требуемая его величина, с учётом дополнительного, создаваемого электромотором при рекуперации, тормозного момента. Происходило не просто сложение рекуперативной и гидравлической тормозных сил, а обеспечивалась их сложная комбинация с целью максимально возможной утилизации кинетической энергии автомобиля. EBC также выполняла функции антиблокировочной системы (ABS), системы распределения тормозных усилий (EDB), системы помощи при торможении (BAS) и противобуксовочной системы (TRC).
В случае отказа источника высокого давления, в главном тормозном цилиндре открывался специальный клапан и давление тормозной жидкости, создаваемое водителем, подавалось напрямую к передним тормозам, позволяя совершить аварийное торможение. Имелся, также, запасной источник электроэнергии, в виде набора конденсаторов, который обеспечивал тормозную систему электричеством в случае отказа основных источников электропитания.
Алюминиевые 16-дюймовые колёса с семью спицами имели большие пластиковые колпаки, которые защищали их от внешних повреждений и позволяли снизить вес. Специальные шины Michelin размерности 195/55R16 имели хорошие сцепные свойства в любых дорожных условиях и обеспечивали низкое сопротивление качению.

## Экологичность
Новый Prius расходовал топлива примерно столько же, как меньших размеров модель с дизельным двигателем, но, в отличие от неё, не имел твёрдых частиц в выхлопных газах. Фирма Toyota проверила свой гибридный автомобиль на соответствие стандарту ISO 14040, оценивавшему общие выбросы углекислого газа за весь жизненный цикл автомобиля. Этот показатель составлял всего 32% от объёма выбросов среднего европейского автомобиля. Выброс углеводородов у новой модели был на 80%, а оксидов азота на 87,5% ниже требований стандарта Евро-IV к бензиновым двигателям.
Помимо снижения выбросов, большое внимание уделялось возможности вторичной переработки деталей автомобиля. Так, для изготовления бамперов и некоторых панелей интерьера использовались легко перерабатываемые алкеновые (олефиновые) пластики и полипропилен. К тому же, новая модель имела в десять раз меньше деталей содержащих такие вредные вещества, как свинец и поливинилхлорид.

## Оценка
Интересны рассуждения московского таксиста, проехавшего за два с половиной года 230 тысяч километров на своём уже не новом (на момент покупки пробег автомобиля составлял примерно 100 тыс. км) автомобиле Prius. Первое, что отмечал владелец — это малый расход топлива, составлявший 5,5—6,5 л/100 км, примерно в два раза меньше, чем у его предыдущего автомобиля. Второе — это тишина при движении в электрическом режиме и очень плавное управление тягой. Автомобиль чутко реагировал на малейшие нажатия педали газа, что было удобно при движении в пробке и парковке. Не самый симпатичный внешне автомобиль не в почёте у воров, поэтому не угоняем. Салон просторный, а сильно наклонённое лобовое стекло создавало ощущение пространства перед водителем. А ещё, от него хорошо отскакивали летящие с дороги камни. Понравились владельцу два бардачка, но ему не хватало регулировки сиденья по высоте. Жёсткий пластик салоне не гремел, даже на морозе. Автор отмечает очень надёжную и крепкую подвеску, рассказывая несколько случаев попадания в ямы: — и ни чего, всё осталось целым и прекрасно работало!

## Спорт

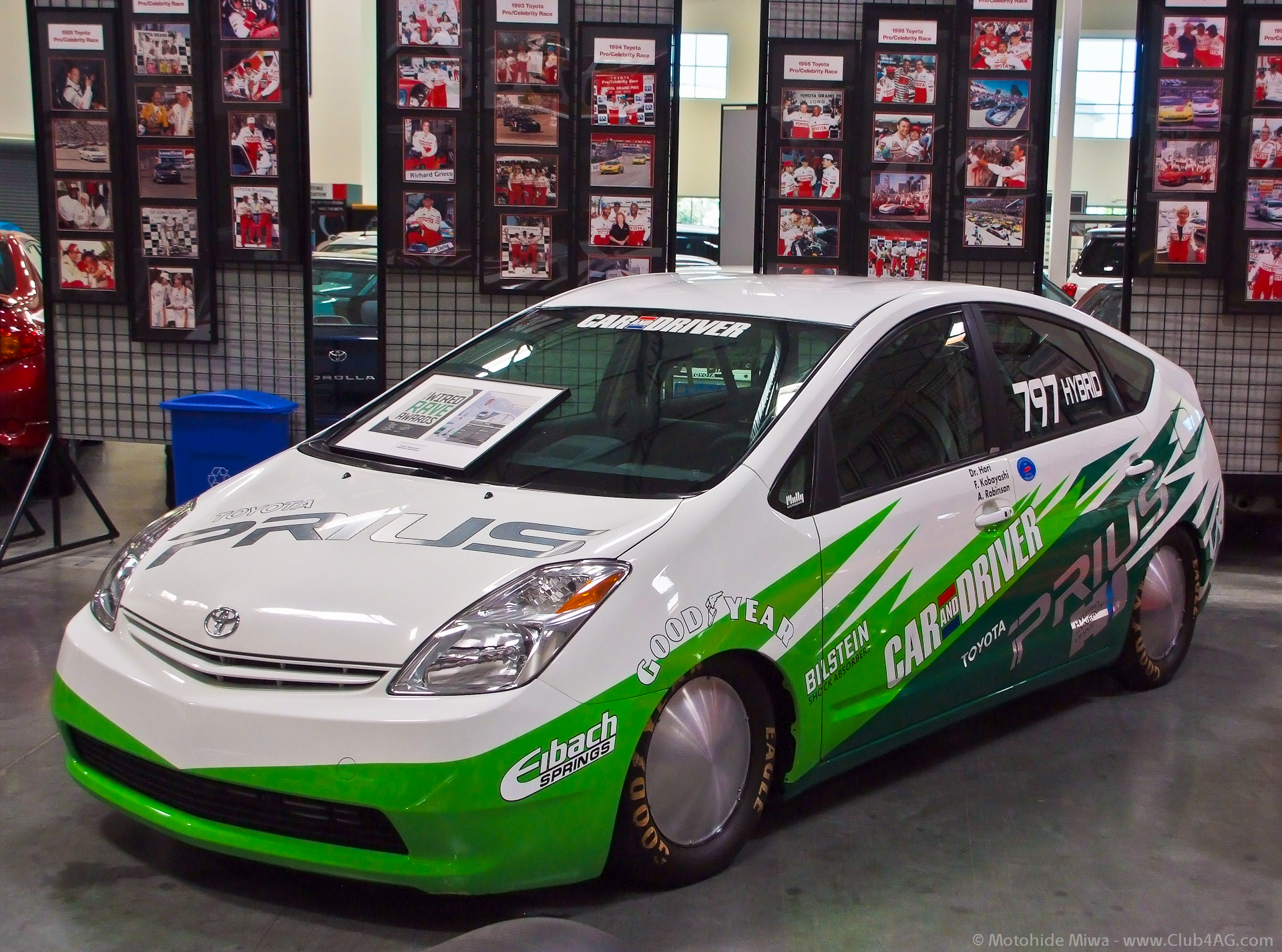
Рекордный автомобиль Toyota Prius

Prius, специально подготовленный группой инженеров американского отделения Toyota Motorsport, достиг скорости в 130,794 миль в час (210,45 км/час) на дистанции в три мили (4,8 км) на высохшем соляном озере Бонневилль.
На автомобиле было повышено напряжение питания электромотора, усовершенствована система охлаждения его и инвертора, уменьшено передаточное число главной передачи, занижена подвеска и установлены специальные шины, а также — каркас безопасности.